# Kazuki Kitamura
Kazuki Kitamura (jap. 北村 一輝 Kitamura Kazuki; ur. 17 lipca 1969 w Osace), właśc. Yasushi Kitamura (jap. 北村康 Kitamura Yasushi) – japoński aktor filmowy i telewizyjny.
Zdobył nagrodę dla najlepszego aktora drugoplanowego podczas 21. Festiwalu Filmowego w Jokohamie za rolę w filmach Minazuki, Kyōhan-sha oraz Idealne wychowanie, a także nagrodę „Cut Above Award for Excelence in Film” podczas festiwalu Japan Cuts.

## Filmografia

### Filmy
- 1996: Closing Time jako Kubo
- 1999: Minazuki jako Akira
- 1999: Kyōhan-sha jako Yasuharu Nishikawa
- 1999: Idealne wychowanie jako Tsuda
- 2002: Onna kunishū ikki
- 2004: Godzilla: Ostatnia wojna jako nowy dowódca Xilienów
- 2005: Azumi 2: Miłość albo śmierć jako Kanbei Inoue
- 2005: Misja 1549 jako Shichibe Iinuma
- 2006: Hanada shonen-shi jako Masahiko Sawai
- 2007: Ryū ga gotoku: Gekijōban jako Kazuma Kiryū
- 2012: Thermae Romae jako Ceionius
- 2014: Thermae Romae II jako Ceionius
- 2015: Kiseijū Kanketsu-hen jako Takeshi Hirokawa
- 2017: Miecz nieśmiertelnego jako Sabato Kuroi
- 2021: Rurōni Kenshin: Saishūshō – The Beginning jako Tatsumi

### TV dramy
- 2001: Suiyobi no jōji jako Shōgo Okino
- 2003: Anata no tonari ni dare ka iru jako Kazuma Sawamura / Shunsuke
- 2007: Warui yatsura jako Sakuo Shimomizawa
- 2007: Galileo jako Shunpei Kusanagi
- 2010: Tōbō bengoshi jako Joe Mafune
- 2012: Ataru jako Shunichi Sawa
- 2014: Raid 2: Infiltracja jako Ryuichi